# شیگیر

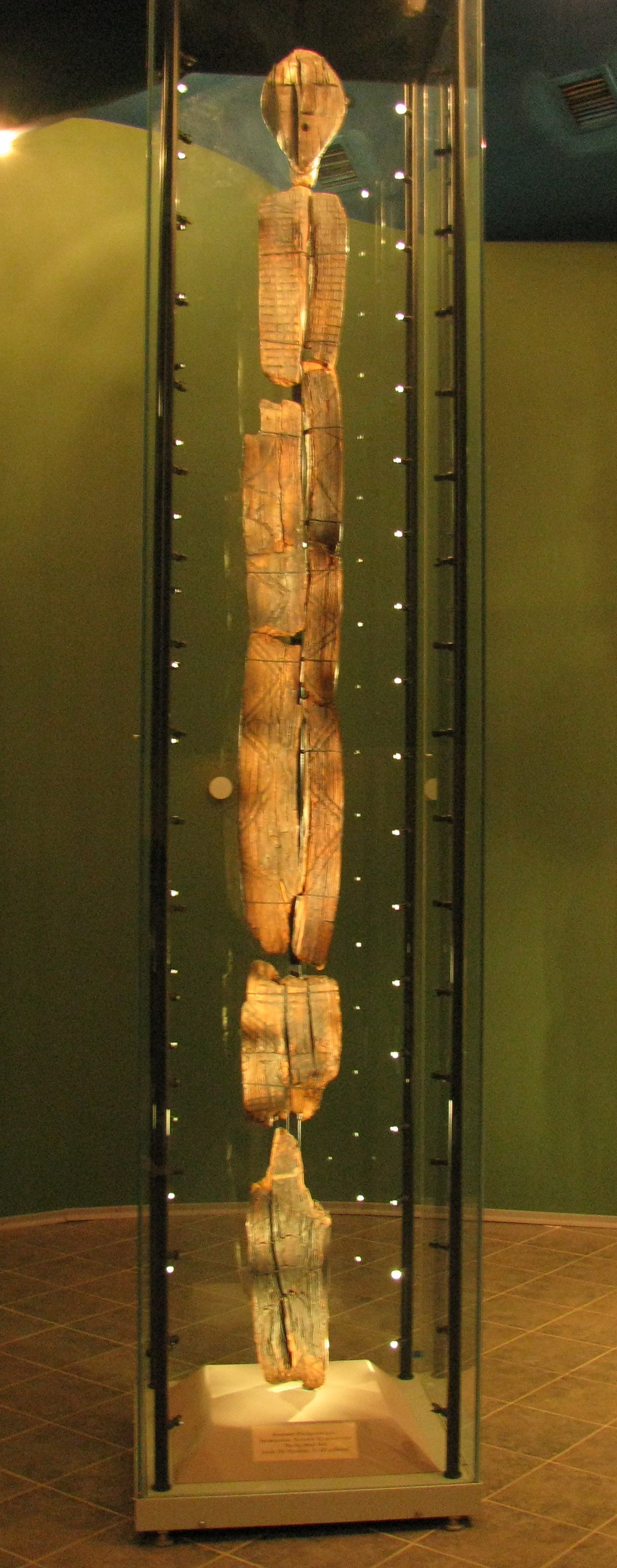
این مجسمه مربوط به 11500 سال پیش است، و تقریباً 5 متر ارتفاع دارد

شیگیر، (به انگلیسی: Shigir Sculpture, or Shigir Idol) نام یک مجسمه یا بُت با قدمت ۱۱ هزار سال است، و قدیمی‌ترین مجسمه چوبی است که تا به حال کشف شده است.
این مجسمه در موزه سوردلوفسک در یکاترینبورگ روسیه به نمایش گذاشته شده‌است.
این مجسمه، بیش از ۲ برابر اهرام ثلاثه و بیش از ۴ برابر تخت جمشید قدمت دارد.
ارتفاع مجسمه شیگیر ۵ متر و ۳۰ سانت است، اما تکه‌هایی از آن در زمان استقرار حکومت کمونیستی در شوروی از بین رفت و امروزه فقط ۲ متر و ۸۰ سانت آن باقی مانده است.
دانشمندان معتقدند که چوب این مجسمه متعلق به یک درخت سیاه‌کاج ۱۵۷ ساله بوده که توسط ابزار سنگی برش داده شده‌است.
روی سطح مجسمه طرح‌های هندسی تکراری حکاکی شده‌اند که می‌تواند بیان‌کننده عقاید فرهنگ آن زمان، یا نشان قبیله‌ای باشد.
مجسمه شیگیر در سال ۱۸۹۰ میلادی درشهر کیروفگراد (سیبری غربی) و در عمق ۴ متری یک لجن‌زار کشف شد و امروزه در موزه تاریخ یکاترینبورگ نگهداری می‌شود.

## تاریخچه
در دوران میان‌سنگی که مجسمه شیگیر به آن دوره تعلق دارد، به دلیل پایان عصر یخبندان و عقب‌نشینی یخچال‌ها، آب و هوای جهان معتدل‌تر شده و زمینه برای تولید و نگهداری خوراک بیشتر، و در نتیجه اسکان و مدنیت و در نهایت، سیطره بشر بر کره خاکی فراهم شده بود.
مردمان آن دوران جادوباور بودند. روس‌ها تا کمی بیش از هزار سال پیش، و قبل از ورود مسیحیت، شمن‌باور بودند.
بعضی از مراسم مذهبی و ملی روسیه امروزی، مانند ماسلنیتسا و ایوان کوپالا ریشه در همین اعتقادات شمن‌باوری دارد.